# Monedes de la seca Untikesken d'Empúries, s. II a.C
Les monedes que s'encunyaren amb la llegenda ibèrica Untikesken fan referència a l'ètnia indígena que habitava a la ciutat i al seu territori i significa, per tant, "dels indiketes".
A l'anvers, figura el cap de Pal·les Atenea, amb el casc corinti, la visera alçada i un gran plomall. Al revers, hi ha el Pegàs amb el cap modificat. Aquestes emissions de bronze són el nexe d'unió entre les emissions de tipus grec i les cíviques, amb llegenda llatina, de la creació del municipi romà, en època d'August.
Haurien començat a partir del 195 aC, seguint el sistema uncial romà i van adoptar com a motius de revers, el cavall alat en la unitat o as (1); el brau en el semis (2); el lleó en els quadrants i el cavall en el sextans. Les diferents emissions es distingeixen per la representació de diversos símbols complementaris: la corona, la cornucòpia, el caduceu.